# Leptoconops boreus
Leptoconops boreus är en tvåvingeart som beskrevs av Kalugina 1991. Leptoconops boreus ingår i släktet Leptoconops och familjen svidknott. Inga underarter finns listade i Catalogue of Life.